# Haiku (besturingssysteem)

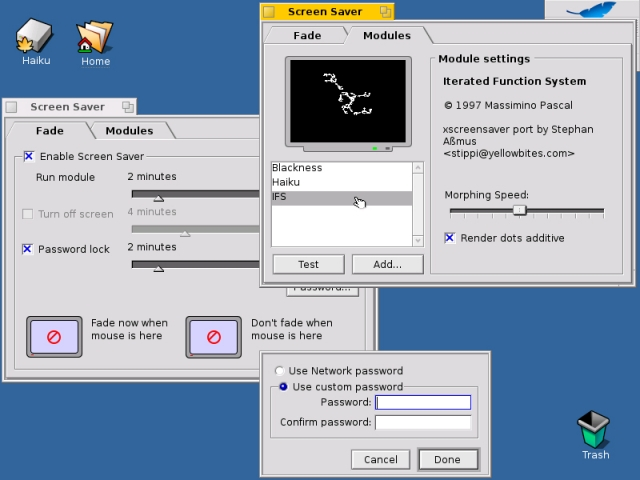
Haiku's screensaverinstellingen

Haiku, voorheen bekend als OpenBeOS, is een opensource-project met als doel het besturingssysteem BeOS te herschrijven en hierna verder te ontwikkelen.

## Geschiedenis
Direct nadat Be Inc., het bedrijf dat het besturingssysteem BeOS ontwikkelde, in 2001 verkocht werd aan Palm, Inc. is een aantal BeOS-enthousiastelingen begonnen met de ontwikkeling van het toenmalige OpenBeOS. Om eventuele problemen met het gebruik van BeOS in de naam van het opensource-project te voorkomen, werd in 2004 besloten om de naam van het project te veranderen in Haiku, een verwijzing naar de beroemde foutmeldingen in de haiku-dichtvorm van de bij BeOS meegeleverde internetbrowser NetPositive.

## Doel

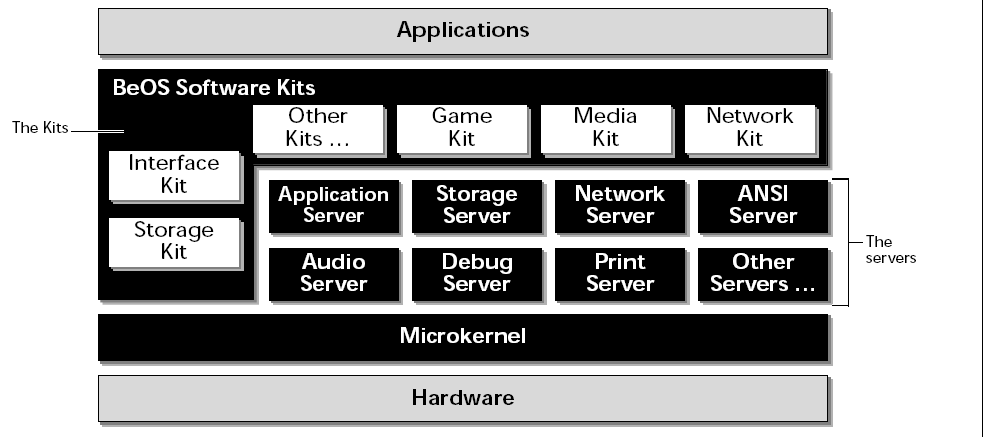
De BeOS- en Haiku-architectuur

Het Haiku-project heeft als doel het volledig herontwikkelen van de laatste BeOS-versie, Release 5. Hierna zal men zich richten op het verder ontwikkelen van het besturingssysteem en de bijbehorende softwaretoepassingen. Tijdens de ontwikkeling van Haiku zal geprobeerd worden om de compatibiliteit met bestaande BeOS-software te behouden om zo na de eerste uitgave te beschikken over een uitgebreid scala aan werkende programma's.

## Kenmerken
Haiku beschikt in tegenstelling tot veel andere besturingssystemen niet over een taakbalk. Wel staat er rechtsboven in de hoek van het scherm een startknop waarmee het Leaf menu (Bladmenu) geopend wordt, deze kan naar gelieve via verslepen verplaatst worden. Hier kan men ook vier bureaubladen activeren. De mappenstructuur op de harde schijf is zeer eenvoudig gehouden. Het installeren van software gebeurt in de regel nog met zipbestanden en moet zeer voorzichtig gebeuren. Door het vervangen van bibliotheken kan namelijk reeds geïnstalleerde software niet meer werken of in het ergste geval start Haiku niet meer op. Voor het browsen op het internet beschikt Haiku over Webkit en Minefield (Firefox 3), waarbij ondersteuning van Flash nog problematisch is, Silverlight geen optie is en aan Java gewerkt wordt.

## Status
Op 20 juni 2011 heeft Haiku haar derde alfaversie uitgebracht voor x86-computers (32-bit). Haiku heeft ook al met succes meegewerkt aan de Google Summer of Code. In de derde alfaversie werd de oude Firefoxbrowser BeZilla uit de BeOS-tijd afgelost door Firefox 3 onder de naam MineField (deze naam werd gebruikt om testversies van Firefox aan te duiden). Via TiltOS zijn inmiddels vele KDE-applicaties waaronder KOffice geporteerd naar Haiku. Sinds 2018 is versie Beta 1 beschikbaar. Dit werd gevolgd door Beta 2 in 2020, Beta 3 in 2021, Beta 4 in 2022 en Beta 5 in 2024.